# Duminy
Duminy je priimek več oseb:
- Georges-Ernest-Emile Duminy, francoski general
- JP Duminy, južnoafriški kriketaš